# Nemoli
Nemoli é uma comuna italiana da região da Basilicata, província de Potenza, com cerca de 1.553 habitantes. Estende-se por uma área de 19 quilômetros quadrados, tendo uma densidade populacional de 82 hab/km². Faz fronteira com Lagonegro, Lauria, Rivello, Trecchina.

## Demografia
| Variação demográfica do município entre 1861 e 2011                               |
|                                                                                   |
| Fonte: Istituto Nazionale di Statistica (ISTAT) - Elaboração gráfica da Wikipedia |